# Gloydius
Genre
Gloydius est un genre de serpents de la famille des Viperidae.

## Répartition
Les espèces de ce genre se rencontrent dans la plupart des régions tempérées d'Asie, de la basse Volga dans l’extrême est de l'Europe jusqu'à la Corée et au Japon en passant par l'Asie centrale, la Sibérie méridionale et orientale, le nord de l'Iran et l’Himalaya. La majorité des espèces sont localisées en Chine.
Dans la famille des Viperidae, le genre Gloydius peut être vu comme le remplaçant en Asie du genre Vipera qui peuple le Paléarctique occidental (Europe et Proche Orient), avec une certaine convergence évolutive sur le plan morphologique et écologique, bien que Gloydius appartienne à la sous-famille des Crotalinae tandis que Vipera fasse partie de la sous-famille des Viperinae.

## Description
Ce sont des serpents venimeux.

## Liste des espèces
Selon The Reptile Database (20 avril 2025) :
- Gloydius angusticeps Shi, Yang, Huang, Orlov & Li, 2018
- Gloydius blomhoffii (Boie, 1826)
- Gloydius brevicaudus (Stejneger, 1907)
- Gloydius caraganus (Eichwald, 1831)
- Gloydius caucasicus (Nikolsky, 1916)
- Gloydius chambensis Kuttalam, Santra, Owens, Selvan, Mukherjee, Graham, Togridou, Bharti, Shi, Shanker & Malhotra, 2022
- Gloydius changdaoensis Li, 1999
- Gloydius cognatus (Gloyd, 1977)
- Gloydius halys (Pallas, 1776)
- Gloydius himalayanus (Günther, 1864)
- Gloydius huangi Wang, Ren, Dong, Jiang, Shi, Siler & Che, 2019
- Gloydius intermedius (Strauch, 1868)
- Gloydius lateralis Zhang, Shi, Li, Yan, Wang, Ding, Du, Plenkovic-Moraj, Jiang & Shi, 2022
- Gloydius lipipengi Shi, Liu & Malhotra, 2021
- Gloydius liupanensis Liu, Song & Luo, 1989
- Gloydius monticola (Werner, 1922)
- Gloydius qinlingensis (Song & Chen, 1985)
- Gloydius rickmersi Wagner, Tiutenko, Borkin & Simonov, 2015
- Gloydius rubromaculatus Shi, Li & Liu, 2017
- Gloydius shedaoensis (Zhao, 1979)
- Gloydius stejnegeri (Rendahl, 1933)
- Gloydius strauchi (Bedriaga, 1912)
- Gloydius swild Shi & Malhotra, 2021
- Gloydius tsushimaensis (Isogawa, Moriya & Mitsui, 1994)
- Gloydius ussuriensis (Emelianov, 1929)
- Gloydius variegatus Ren, Huang, Wu, Jinag & Li, 2024

taxon incertain :
- Gloydius saxatilis (Emelianov, 1937) synonymisé par une partie des auteurs avec Gloydius intermedius

## Étymologie
Le nom de ce genre, Gloydius, est dédié à Howard Kay Gloyd, herpétologiste spécialiste de ce groupe de Vipéridés.

## Publication originale
- Hoge & Romano-Hoge, 1981 : Poisonous snakes of the world. I. Checklist of the pitvipers: Viperoidea, Viperidae, Crotalinae. Memórias do Instituto Butantan, vol. 42/43, p. 179–309.